# Leuscheider Land
Die Gegend um das Kirchdorf Leuscheid und den Bergrücken Leuscheid wird von den Bewohnern der umliegenden Weiler und Gehöfte Leuscheider Land genannt.

## Der Bergrücken Leuscheid
Leuscheid ist der Name eines 300 bis 350 Meter hohen Bergrückens in der Mittelgebirgslandschaft des Naturparks Bergisches Land im Süden von Nordrhein-Westfalen, der an der südlichen (linken) Seite der mittleren Sieg liegt und dessen höchste Erhebung 388 m ü. N. beträgt. Die alte Bezeichnung "Livenskeit" (Leutescheide), könnte darauf hinweisen, dass an diesem Bergrücken früher eine Stammes- und Volksgrenze verlief. Heute bildet der an der westlichen Seite des Höhenzuges verlaufende Irserbach die Grenze zwischen den Bundesländern Rheinland-Pfalz und Nordrhein-Westfalen und hier verläuft auch die Sprachgrenze zwischen moselfränkischem und ripuarischem Dialekt.
Gegenüber dem Leuscheid befindet sich der Nutscheid und Waldbröl auf der nördlichen (rechten) Seite der Sieg. Aus den Flanken der beiden Bergrücken haben die zahlreichen Wasserläufe in stark gewundenen Flussschleifen mit Umlaufbergen und Querriegeln Schlauchtäler und Auen ausgewaschen. Im bewaldeten nördlichen Teil des Leuscheid gibt es alte Buchenbestände. Die ursprünglichen Mischwälder aus Eichen, Hainbuchen, Birken und Kiefernbeständen auf den anderen, nicht landwirtschaftlich genutzten Flächen wurden in den letzten hundert Jahren vielfach durch Fichtenschonungen verdrängt. Die flachen, lehmbedeckten Berghänge im nördlichen Teil des Höhenrückens, Hahn genannt, und die Terrassen an den Flanken, werden, wenn sie landwirtschaftlich genutzt werden, Bitze genannt und wurden früher als Ackerland genutzt. Heute werden diese Flächen nur zeitweilig als Driesch oder dauerhaft als Gras- und Weideland genutzt. Die nicht für den Ackerbau geeigneten felsigen Bergkuppen und – hänge waren früher überwiegend mit Mischwald bedeckt, in dem die naturbelassenen Eichenbestände überwogen. Wenn die Eichenaustriebe nach zwanzig bis fünfundzwanzig Jahren einen Stammdurchmesser von zehn bis fünfzehn Zentimeter erreicht hatten, wurde von ihnen im Frühjahr die Rinde abgeschält. An Ort und Stelle getrocknet, wurde sie zu großen Bunden zusammengebunden und als Lohe an die Gerbereien verkauft. Anfang Mai wurden im Wald auch die Faulbaumstangen geschlagen. Die Rinde wurde mit einem Holzhammer abgeklopft und die Lohe zu Hause getrocknet. Die Bunde wurden von den Pulvermühlen aufgekauft, von denen sich mehrere an den Bächen in der weiteren Umgebung befanden, und dort zu Schwarzpulver verarbeitet.

## Das Kirchdorf Leuscheid
Der Ort Leuscheid wurde erstmals in einer Urkunde aus dem Jahre 1131 erwähnt. Die auf dem nördlichen Ausläufer des Höhenrücken des Leuscheid aus gelbem Sandstein erbaute Leuscheider Kirche gehörte damals zum Cassius-Stift in Bonn und bot als Wehrkirche den Bewohnern der benachbarten Siedlungen Schutz bei den häufigen Grenzstreitigkeiten um dieses Grenzgebiet zwischen Märkischem Land und Westerwald. Aus dem Besitztum des Cassius-Stiftes in Bonn ging die Vogtei Leuscheid an die Grafen von Sayn über, die ihr Besitztum 1477 nach langen Grenzstreitigkeiten an den Herzog von Jülich abtreten mussten. Im Jahre 1607 fiel Leuscheid an den Herzog von Berg. Obwohl sich die Einwohner des Leuscheider Kirchspiels bereits 1565 dem Protestantismus angeschlossen hatten, wurde Leuscheid in den Jahren 1632/1633 und 1645–1648 von den schwedischen Truppen besetzt. Die Schweden machten die Kirche zu ihrem Pferdestall. Die wenigen Katholiken hatten sich 1717 eine Kapelle gebaut und besitzen seit 1971 wieder eine Pfarrkirche. In den Kriegen nach der französischen Revolution wurde das Leuscheider Land mehrfach von französischen Truppen besetzt. Nach 1806 gehörte es als Mairie Leuscheid zum Kanton Eitorf. Nach den Befreiungskriegen wurde das Leuscheider Land im Jahre 1810 mit Herchen zu der Gemeinde Herchen zusammengelegt. Als 1969 bei der kommunalen Neuordnung des Landes Nordrhein-Westfalen die Gemeinden Herchen, Dattenfeld und Rosbach zusammengelegt wurden, gaben sie sich den Namen Großgemeinde Windeck (nach der früheren Vogtei Windeck), und so gehört das Leuscheider Land heute zum „Windecker Ländchen“. 

## Das Leuscheider Land
Die Bewohner der Weiler und Gehöfte um das Kirchdorf Leuscheid, zu dem die „Höffe“: (wie die Leuscheider die Ortschaften nennen) (alphabetisch): Alsen, Ehrenhausen (bis 1969 Ehrentalsmühle und Dahlhausen), Himmeroth, Irsen, Kocherscheid, Kuchhausen, Leidhecke, Locksiefen, Ohmbach, Röhrigshof, Saal, Sangerhof, Schabernack, Werfen und Werfermühle gehören, fühlen sich als „Löschender“ (Leuscheider) und die ganze Gegend wird auch „Leuscheider Land“ genannt.

### Bergbau und Industrialisierung
In den flachen Bergen zwischen Westerwald und Bergischem Land befinden sich Kupfer- und Eisenerzgänge. Die damals bestehenden ausgedehnten Wälder lieferten dazu die Holzkohle für ihre Verhüttung. In der im frühen Mittelalter einsetzenden dichteren Besiedlung der bisher weitgehend menschenleeren Mittelgebirgslandschaft, entstanden Siedlungen an den flachen, lehmbedeckten Hängen des Leuscheider Bergrückens, wo kleine Bäche und Rinnsale entsprangen. Hier, am Anfang von „Seifen“, war man etwas vor den rauen Winden geschützt und man konnte leicht einen Schöpfbrunnen für die Wasserversorgung für Mensch und Vieh graben. Aber nur wenige Flächen in der bergigen Landschaft ließen sich als Ackerland nutzen, und so blieb der Bergbau die wichtigste Erwerbsquelle für die Leuscheider. Der Ackerbau wurde von den „Kuhbauern“, die sich keine Ochsen oder Pferde als Gespanntiere leisten konnten, nur als Nebenerwerb zur Versorgung mit Roggen und Kartoffeln, sowie Futter für ihr Vieh genutzt. Wie die ersten Häuser des Kirchdorfs Leuscheid an der Quelle des Leuscheider Bachs, so entstanden auch viele andere „Höfe“, in solchen kleinen Talmulden. Aber der Erzabbau war nicht sehr ergiebig (die Grube „Silberkuhle“ in der Nähe von Schabernack wurde damals aufgegeben) und die Wälder waren Mitte des 19. Jahrhunderts abgeholzt. Wegen der unzureichenden Erwerbs- und Ernährungssituation verließen viele Leuscheider ihre Heimat, die jungen Männer in das Ruhrgebiet und die Frauen als Dienstmädchen in die Gegend um Solingen. Viele wanderten auch damals nach Nordamerika und nach Brasilien aus.
Der Bergbau wäre ganz zum Erliegen gekommen, wenn nicht im Jahre 1860 die Cöln-Mindener Eisenbahn-Gesellschaft ihre Bahnlinie von Köln im Siegtal aufwärts bis Wissen und ein Jahr später weiter nach Siegen geführt hätte. Der Transport der Kohle aus dem Ruhrgebiet war nun möglich und der Erzbergbau im Siegerland erlebte eine neue Blüte. Viele Männer wanderten aus Leuscheid wieder täglich zur Eisenhütte in Hamm an der Sieg und in Wissen oder arbeiteten weiter unter Tage in den Gruben Eichelhard, der Hohen Grete und den anderen Förderstätten, die zu Fuß zu erreichen waren (Fahrräder gab es ja noch nicht.). An der Bahnstrecke, in Eitorf, Hennef, Siegburg und Wissen siedelten sich Industriebetriebe an, die den zahlreichen Kindern der Leuscheider Kleinbauern Arbeit gaben und in Leuscheid selbst nahm 1934 für einige Jahrzehnte eine Molkerei ihren Betrieb auf.
Nach dem Zweiten Weltkrieg hat sich diese Entwicklung verstärkt fortgesetzt. Die kleinbäuerliche Landwirtschaft ist fast ganz zum Erliegen gekommen und es wird kaum noch Ackerbau betrieben. Die wenigen übriggebliebenen Bauern haben sich auf die Viehwirtschaft verlegt.